# Begonia sootepensis
Espèce
Begonia sootepensis est une espèce de plantes de la famille des Begoniaceae.
Elle a été décrite en 1911 par William Grant Craib (1882-1933).

## Liste des variétés
Selon Tropicos (23 février 2017) :
- variété Begonia sootepensis var. thorelii Gagnep.